# 民事訴訟費用等に関する法律
民事訴訟費用等に関する法律（みんじそしょうひようとうにかんするほうりつ、昭和46年4月6日法律第40号）は、民事訴訟等における訴訟費用に関する日本の法律である。
全30条。それまで個別に制定されていた、
1. 民事訴訟費用法（明治23年法律第64号）
2. 民事訴訟用印紙法（明治23年法律第65号）
3. 商事非訟事件印紙法（明治23年法律第66号）
4. 訴訟費用臨時措置法（昭和19年法律第2号）

を廃止して民事訴訟等の費用等について統一的な法律としたもの

## 概要
本法にて扱われている「民事訴訟等」とは、民事事件のみならず、一般に家事事件および行政事件をも含んでいる（民事保全、民事訴訟、民事執行、行政事件訴訟、非訟事件、家事審判など）。
主な内容としては、訴えの提起にあたって原告となる者が裁判所に収める必要が手数料についての規定や、裁判所に出頭した証人・鑑定人等に対して支払われる日当、旅費等に関する規定がある。
また訴えの提起手数料は、下表のとおり訴額が少ないほど対訴額比が大きくなる（訴額が100万円の場合は1%、10億円の場合は0.3%）といった逆進性がある。

## 審議
民事訴訟費用等に関する法律（1971年法律第40号）は1971年３月５日（金）に第65回国会衆議院法務委員会おいて審議が始められた。委員長は高橋英吉、政府側からは法務大臣・植木庚子郎と法務大臣官房・司法法制調査部長・貞家克巳（ていか・かつみ）が答弁に立った。３月５日（金）に、植木庚子郎による趣旨説明、３月９日（火）に貞家克巳による詳細説明および出席各議員からの質疑に対する答弁が行われ、実質審議に入った。
第３次佐藤栄作内閣下、佐藤派の高橋英吉（えいきち）委員長の主導で、１．内閣提出の民事訴訟費用等に関する法律案（内閣提出第79号）、２．刑事訴訟費用等に関する法律案（内閣提出第80号）並びに３．民事訴訟費用等に関する法律及び刑事訴訟費用等に関する法律施行法案（内閣提出第81号）の３法案を一括議題とし、順次提案理由の説明を聴取する事が宣され、委員長高橋と同じく佐藤派の法務大臣植木庚子郎（こうしろう）が以下の趣旨説明を行った。
民事訴訟費用等に関する法律案、刑事訴訟費用等に関する法律案及び民事訴訟費用等に関する法律及び刑事訴訟費用等に関する法律施行法案の３案につきまして、その趣旨を便宜一括して説明いたします。
御承知のとおり、わが国の民事及び刑事の訴訟費用に関する制度は、明治23年制定の民事訴訟費用法、民事訴訟用印紙法及び商事非訟事件印紙法と、大正10年制定の刑事訴訟費用法等の４法律によりその基礎が定められているのでありますが、これらの制度につきましては、爾来、見るべき改善が行なわれることなく、わずかに、昭和19年制定の訴訟費用臨時措置法によりまして証人の日当の額等に関する特例を定めることとされたまま、今日に至っておりますので、現状では、多くの不備な点が目立つようになり、解釈や実務慣行によりこれを補うている点が少なくないのであります。
そこで、政府といたしましては、この制度の適正円滑な運営を確保しますため、鋭意その具体的な改善につき検討を進めてまいりましたところ、このたびようやく成案を得ましたので、ここにこれらの３法律案を提出する運びとなりました。
これらの法律案は、現行の民事訴訟費用法、民事訴訟用印紙法、商事非訟事件印紙法、刑事訴訟費用法及び訴訟費用臨時措置法の５つの法律を廃止しまして、新たに、民事訴訟等の費用及び刑事訴訟費用のそれぞれに関する必要な事項を体系的に整備しようとするものであります。
主要な改正点について申しますと、まず民事訴訟等の費用につきましては、当事者間の償還請求の目的となる費用の範囲を明確にし、手数料を徴すべき申し立ての種類を限定しますとともにその額を適正なものに改め、過大に納められた手数料等を簡易な手続で還付することができるようにいたしております。
また、民事、刑事の手続における証人等に対しまして、新たに、出頭に必要な旅行日についても日当を支給することとし、旅費の種目として航空賃を加えることといたしております。
なお、これらの改正措置は、原則として本年７月１日からこれを実施することとしておりますが、ただ民事訴訟等における手数料に関する点につきましては一部のものを除き同年10月１日から実施することとし、また、これらの改正に伴う必要な経過措置を定めますとともに、関係法律の規定の整理を行なうことといたしております。
以上が、民事訴訟費用等に関する法律案、刑事訴訟費用等に関する法律案及び民事訴訟費用等に関する法律及び刑事訴訟費用等に関する法律施行法案の３案の趣旨であります。
何とぞ慎重に御審議の上、すみやかに御可決くださいますようお願いいたします。
第65回国会衆議院法務委員会第８号1971年３月５日（金）に於ける法務大臣・植木庚子郎（こうしろう）趣旨説明に続き４日後の1971年３月９日（火）から法案実質審査が始まった。

後述するように、貞家克巳が最初の答弁で言及した「フィリピン憲法上の訴訟扶助制度」は、フィリピン共和国憲法（1987年２月２日承認）第３条国民の権利第11項に明記されているから参照されたい。
○松本十郎（まつもと・じゅうろう）委員
私は、訴訟費用に関する三つの法案について、若干の質問を行ないたいと思います。
まず、この訴訟費用制度につきまして、諸外国の立法例と申しましょうか、制度の概要あるいはそういうものを流れる原則的な考え方、そういうものについてお伺いしたいと思うのです。
○貞家克巳（ていか・かつみ・政府委員・法務大臣官房・司法法制調査部長）
訴訟費用につきましては、これは一般の国民が訴訟制度を利用するものでございますから、一部利用する当事者の負担にする必要があるという要請は当然あるわけでございます。
しかしながら、一方におきまして、その負担を重くするということは国民の権利保護に欠けるという見地から、その間の調整を考える必要があるわけでございまして、
世界各国におきましても、詳しいことは存じませんけれども、その点につきましてはいろいろ考慮がされており、また、その態度もさまざまであるようでございますが、
民事訴訟の例で申しますならば、結局は敗訴者の負担に帰せしめるということはほぼ共通の原則であるように思われるわけでございますし、
また刑事につきましても、ある程度の費用を有罪となった被告人が負担するということも各国を通じた原則であるように思われるわけでございます。
しかしながら、裁判制度を維持すると申しましても、当然国の側が負担すべき費用があるわけでございまして、
この当事者と国の負担の関係をどう調整するかということは非常にむずかしい問題でございますが、
これは結局は各国の国民経済あるいは国民感情、国の財政、その他諸般の事情から考えまして、健全な社会良識の上に立って線を引かざるを得ないと思うのでございます。
この点に関しまして、こまかい金額の点までは存じませんけれども、たとえば英米、あるいは訴訟費用につきましてかなり完備した体系を持っておりますドイツ等におきましては、従来からどちらかと申しますと、わが国が明治以来とっていた制度に比べますと、やや当事者の負担が重いようでございます。
その点についていろいろ、それでは国民の権利保護が十分でないというような議論があるようでございますが、
これをはっきりと憲法上あるいは法制上、そういった態度を打ち出しておりますのは、たとえばフィリピン憲法
などにはそういった訴訟扶助、いわゆるリーガルエードというような、一種のそういうことを受けることを国民の社会権として認めているような規定をしておるところもございますけれども、
大半の世界各国におきましてはそういうふうなところまで進んでおらないようでございまして、
結局はいろいろな比較考量のもとに、ある程度当事者の負担である、そしてその負担はかなりの程度で、わが国はそれに比べますと、比較的負担の程度は軽いのではないかというふうに考えられるわけでございます。